# アメリカ統合参謀本部議長
アメリカ統合参謀本部議長 （アメリカとうごうさんぼうほんぶぎちょう、英語: Chairman of the Joint Chiefs of Staff）は、アメリカ統合参謀本部の長。アメリカ軍を統率する軍人（制服組）のトップであり、大統領および国防長官の主たる軍事顧問である。日本の報道では「米軍制服組トップ」と呼称されることがある。

## 概要
統合参謀本部議長は、大統領および国防長官の主たる軍事顧問であり、国家安全保障会議や国土安全保障会議にも軍事的助言を行う。助言に際しては、統合参謀本部の他のメンバーより大きな権限を有している。なお、各軍種のトップと同様に作戦指揮権は有しておらず、作戦命令は軍の最高司令官(Commander-in-chief)たる大統領から国防長官を経て、各統合軍の司令官を通じて直接発動される。ただし、その制限の下、命令の伝達自体は、議長を通じて行われ、各司令官が任務遂行するにあたっての、大統領および国防長官の補佐を行う。
また、戦略計画の策定や、予算・機材の取得に関する助言、国防における脅威度評価、軍種間統合の推進も議長の責任範囲となっている。
議長は、大統領が指名し、上院の助言と承認（advice and consent）により就任する。任期は奇数年の10月1日よりの4年であり、特に大統領の指名があった場合は副議長であった場合の任期と合わせ8年まで在職できる。ただし、戦時にはこの制限は撤廃される。階級は大将（general又はadmiral）に補され、アメリカ軍における最高位とされる。
統合参謀本部は1947年に国家安全保障法の成立によって法的な裏付けを得たが、議長職は1949年に設置されている。

## 就任資格
1986年のゴールドウォーター＝ニコルズ国防総省再編法 (Goldwater-Nichols Department of Defense Reorganization Act of 1986) によれば、議長の就任資格があるのは、現議長の再任を除くと、他の統合参謀本部（JCS）メンバーおよび地域別・機能別統合軍（Unified Combatant Commands）や特定軍（Specified Combatant Command,一軍種からなる戦闘軍）司令官とされる。ただし、大統領が国益に考慮して必要と判断した場合には、特例としてこれ以外のポストから議長を選ぶこともできる。なお、副議長とは別軍種であることが原則とされる。
- 議長（統合参謀本部メンバー、再任の場合）
- 副議長（統合参謀本部メンバー）
- アメリカ陸軍参謀総長（統合参謀本部メンバー）
- アメリカ海軍作戦部長（統合参謀本部メンバー）
- アメリカ空軍参謀総長（統合参謀本部メンバー）
- アメリカ宇宙軍作戦部長（統合参謀本部メンバー）[注釈 2]
- アメリカ海兵隊総司令官（統合参謀本部メンバー）
- 各統合軍司令官

また本来であれば、JCSメンバーでもある海兵隊総司令官など海兵隊出身者が議長に選ばれる可能性もあるが、初代議長のオマー・ブラッドレー陸軍大将以来、長年にわたって陸軍・海軍・空軍の3軍出身者のみが選ばれるという状態が続いていた。2006年に、ピーター・ペース海兵隊大将が海兵隊出身者では初めて議長に選ばれたことでこの慣習は打破された。2015年にはジョセフ・ダンフォードが、海兵隊総司令官経験者として初めて議長になっている。
在任中に元帥となった初代のオマー・ブラッドレーを除き、階級は大将であるが、軍の統合指揮向上のため、1990年代には元帥職とすることが検討されていた。

## 権限
ゴールドウォーター＝ニコルズ国防総省再編法の施行以前は、統合参謀本部議長は統合参謀本部の意見のまとめ役に過ぎなかった。大統領及び国防長官に提出する軍事的助言は各軍参謀長たちの合意に基づくものでなければならず、実質的権限はあまりなかった。しかし、同法では議長を「主たる軍事顧問」と認めており、従って議長は参謀長たちの合意にかかわらず大統領、国防長官に直接自分自身の意見を助言することができるようになった。統合参謀本部は実働部隊の指揮権限は持っておらず、指令は国防長官から各統合軍司令官に下される。同法の施行後に初めて統合参謀本部議長に就任したのがコリン・L・パウエルである。

## 歴代議長
| 代   | 写真 | 氏名                         | 階級                           | 在任期間       | 在任期間       | 出身校                                                           | 前職                                         | 後職                                           | 備考                                                     |
| 代   | 写真 | 氏名                         | 階級                           | 着任           | 退任           | 出身校                                                           | 前職                                         | 後職                                           | 備考                                                     |
| ---- | ---- | ---------------------------- | ------------------------------ | -------------- | -------------- | ---------------------------------------------------------------- | -------------------------------------------- | ---------------------------------------------- | -------------------------------------------------------- |
| 1    |      | オマー・ブラッドレー         | 陸軍大将（在任中に元帥に昇進） | 1949年8月16日  | 1953年8月15日  | 陸軍士官学校                                                     | 陸軍参謀総長                                 |                                                | 朝鮮戦争時の議長。                                       |
| 2    |      | アーサー・ラドフォード       | 海軍大将                       | 1953年8月15日  | 1957年8月15日  | 海軍兵学校                                                       | 太平洋艦隊司令長官                           |                                                |                                                          |
| 3    |      | ネーサン・トワイニング       | 空軍大将                       | 1957年8月15日  | 1960年9月30日  | 陸軍士官学校                                                     | 空軍参謀総長                                 |                                                |                                                          |
| 4    |      | ライマン・レムニッツァー     | 陸軍大将                       | 1960年10月1日  | 1962年9月30日  | 陸軍士官学校                                                     | 陸軍参謀総長                                 | 欧州軍総司令官兼NATOヨーロッパ連合軍最高司令官 | ベトナム戦争、ピッグス湾事件時の議長。                   |
| 5    |      | マクスウェル・テイラー       | 陸軍大将                       | 1962年10月1日  | 1964年7月1日   | 陸軍士官学校                                                     | 陸軍参謀総長                                 | 駐南ベトナム大使                               | キューバ危機時の議長。                                   |
| 6    |      | アール・ホイーラー           | 陸軍大将                       | 1964年7月3日   | 1970年7月2日   | 陸軍士官学校                                                     | 陸軍参謀総長                                 |                                                | ベトナム戦争時の議長。                                   |
| 7    |      | トーマス・モーラー           | 海軍大将                       | 1970年7月2日   | 1974年7月1日   | 海軍兵学校                                                       | 海軍作戦部長                                 |                                                | ベトナム戦争時の議長。                                   |
| 8    |      | ジョージ・ブラウン           | 空軍大将                       | 1974年7月1日   | 1978年6月20日  | 陸軍士官学校                                                     | 空軍参謀総長                                 |                                                |                                                          |
| 9    |      | デイヴィッド・ジョーンズ     | 空軍大将                       | 1978年6月21日  | 1982年6月18日  | ノースダコタ州マイノット州立大学中退                             | 空軍参謀総長                                 |                                                |                                                          |
| 10   |      | ジョン・ヴェッシー・ジュニア | 陸軍大将                       | 1982年6月18日  | 1985年9月30日  | ローズヴェルト高校中退                                           | 陸軍副参謀総長                               |                                                | グレナダ侵攻時の議長。                                   |
| 11   |      | ウィリアム・クロウ・ジュニア | 海軍大将                       | 1985年10月1日  | 1989年9月30日  | 海軍兵学校                                                       | 太平洋軍司令官                               | 駐イギリス大使                                 |                                                          |
| 12   |      | コリン・パウエル             | 陸軍大将                       | 1989年10月1日  | 1993年9月30日  | ニューヨーク市立大学シティカレッジ予備役将校訓練課程（以下ROTC） | 陸軍総合戦力集団（現・陸軍総軍）司令官       | 国務長官                                       | 黒人、ジャマイカ移民二世。パナマ侵攻、湾岸戦争時の議長。 |
| 代行 |      | デイヴィッド・ジェレマイア   | 海軍大将                       | 1993年10月1日  | 1993年10月24日 | オレゴン大学                                                     | 統合参謀本部副議長                           |                                                |                                                          |
| 13   |      | ジョン・シャリカシュヴィリ   | 陸軍大将                       | 1993年10月25日 | 1997年9月30日  | ブラッドリー大学                                                 | 欧州軍司令官兼NATOヨーロッパ連合軍最高司令官 |                                                | ポーランド移民。                                         |
| 14   |      | ヘンリー・シェルトン         | 陸軍大将                       | 1997年10月1日  | 2001年9月30日  | ノースカロライナ州立大学ROTC                                     | 特殊作戦軍司令官                             |                                                | 9・11テロ時の議長。                                      |
| 15   |      | リチャード・マイヤーズ       | 空軍大将                       | 2001年10月1日  | 2005年9月30日  | カンザス州立大学ROTC                                             | 統合参謀本部副議長                           |                                                | アフガニスタン侵攻、イラク戦争時の議長。                 |
| 16   |      | ピーター・ペース             | 海兵隊大将                     | 2005年10月1日  | 2007年9月30日  | 海軍兵学校                                                       | 統合参謀本部副議長                           |                                                | イタリア移民二世。史上初の海兵隊出身の議長。             |
| 17   |      | マイケル・マレン             | 海軍大将                       | 2007年10月1日  | 2011年9月30日  | 海軍兵学校                                                       | 海軍作戦部長                                 |                                                | ウサーマ・ビン・ラーディン殺害作戦などを指揮。           |
| 18   |      | マーティン・デンプシー       | 陸軍大将                       | 2011年10月1日  | 2015年9月30日  | 陸軍士官学校                                                     | 陸軍参謀総長                                 |                                                |                                                          |
| 19   |      | ジョセフ・ダンフォード       | 海兵隊大将                     | 2015年10月1日  | 2019年9月30日  | セント・マイケルズ・カレッジ                                     | 海兵隊総司令官                               |                                                | 史上初の海兵隊総司令官経験者。                           |
| 20   |      | マーク・ミリー               | 陸軍大将                       | 2019年10月1日  | 2023年9月29日  | プリンストン大学                                                 | 陸軍参謀総長                                 |                                                |                                                          |
| 21   |      | チャールズ・ブラウン         | 空軍大将                       | 2023年9月29日  | 2025年2月21日  | エンブリー・リドル航空大学                                       | 空軍参謀総長                                 |                                                | 任期の途中で解任。                                       |
| 代行 |      | クリストファー・グレイディ   | 海軍大将                       | 2025年2月21日  | 2025年4月11日  | ノートルダム大学                                                 | 統合参謀本部副議長                           |                                                |                                                          |
| 22   |      | ダン・ケイン                 | 空軍大将                       | 2025年4月11日  | （現職）       | バージニア軍事大学                                               | 退役空軍中将                                 |                                                |                                                          |